# Унија Рада
Унија Рада (пољски — Unia Pracy, UP) је пољска политичка партија социјалдемократског карактера (централнолевичарска), основана у јуну 1992. од стране неколико левичара

## Политички програм
Унија Рада подржава традиционални социјалдемократски програм (вишесекторска економија, разграђен систем друштвене заштите, противљење реприватизацији и ограничење приватизације). Унија Рада такође подржава равноправност мушкараца и жена, подржава слободу жена да изврше побачај, раздвајању цркве од државе.

## Историја
Први председник UP је у јануару 1993. постао Ришард Бугај. На изборима 1993. Унија Рада је наступајући самостално постигла умерен успех освојивши 7,28% гласова и 41 посланичко место. Учествовала је у коалиционим разговорима са SLD-ом и PSL-ом, али је на крају прешла у опозицију због неслагања по питању приватизације. На председничким изборима 1995. године UP је подржала кандидатуру Тадеуша Зиелињског, који је освојио 3,5% гласова и није ушао у други круг.
На парламентарним изборима 1997. године Унија Рада освојила је свега 4,74% и није освојила ни једно посланичко место јер није прешла праг од 5%. После пораза председник Ришард Бугај је смењен. Убрзо потом он иступа из Уније Рада и оснива нову партију.
На локалним изборима 1998. године UP је иступила у централнолевичарској коалицији са PSL-ом и KPEiR-ом, због чега није имала значајнијег утицаја у самоуправи.
На председничким изборима 2000. Унија је подржала Александра Квашњевског. На парламентарним изборима 2001. Унији рада је припало 16 посланичких мандата. Унија је са SLD-ом створила у парламенту владу.
На парламентарним изборима 2005. партија није добила ни једно посланичко место.
25. фебруара 2006. године предеседник Уније Рада је постао Валдемар Витковски.